# 언남중학교
언남중학교(彦南中學校)는 대한민국 서울특별시 서초구 양재동에 있는 강남 8학군 공립 중학교이다.

## 학교 연혁
- 1988년 12월 24일 : 언남중학교 설립인가 (44학급)
- 1989년 3월 1일 : 초대 교장 김경수 취임
- 1989년 3월 3일 : 제1회 입학식 (14학급 745명)
- 1992년 2월 13일 : 제1회 졸업식 (14학급 739명)
- 2021년 9월 1일 : 제11대 교장 조정기 취임
- 2023년 1월 4일 : 제32회 졸업식 (졸업생 6학급 135명)
- 2023년 3월 2일 : 제35회 입학식 (입학생 6학급 122명)

## 참고 자료
- 언남중학교 - 한국교육학술정보원 학교알리미